# Wieża widokowa w Stańczykach
Wieża widokowa w Stańczykach – turystyczna, drewniano-stalowa, dostępna całorocznie wieża widokowa zlokalizowana w Stańczykach (powiat gołdapski, województwo warmińsko-mazurskie), niedaleko granicy Parku Krajobrazowego Puszczy Rominckiej.

## Historia
Wieża została oddana do użytku w marcu 2020. Ma około 20 metrów wysokości. Platforma widokowa znajduje się na wysokości 15 metrów. Z wieży widoczne są zabytkowe mosty kolejowe w Stańczykach, polodowcowa dolina Błędzianki oraz jeziora wytopiskowe Dobellus Duży i Mały.
Obiekt znajduje się w bezpośrednim sąsiedztwie asfaltowej szosy z Błakął do Maciejowięt. Biegnie tędy Wschodni szlak rowerowy Green Velo i czerwony szlak pieszy. Przy wieży usytuowano parking dla samochodów osobowych i autokarów.
Bliźniacza w formie i konstrukcji jest wieża widokowa w Pobłędziu.